# Храм Покрова Пресвятой Богородицы на погосте Покров-Башево
Храм Покрова Пресвятой Богородицы на погосте Покров-Башево — недейсвующий православный храм, расположенный в урочище Покров (бывший погост Покров-Башево) в 500 метрах от трассы Владимир — Гусь-Хрустальный, примерно посередине между деревнями Арсамаки, Поповичи и Вашутино Муниципального образования «Посёлок Анопино» Гусь-Хрустального района Владимирской области
Возле располагается действующее кладбище.

## История
Первое документальное упоминание церкви в этом месте относится к 1638 году, но в это время храм значился запустелым, а церковная земля — пустующей, отдаваемой на оброк разным лицам. Отсюда можно заключить, что церковь здесь существовала как минимум за полвека до этой даты. К 1656 году вотчинники Пётр и Михаил Башевы построили на пустующей земле новую церковь во имя Покрова Пресвятой Богородицы, отчего погост получил название Покрово-Башевский.
В 1764 году храм сгорел. Вместо него через год здесь построена новая деревянная церковь. Покровский приход был очень большой и включал в себя десятки деревень. На престольный праздник вокруг пруда недалеко от церкви устраивались широкие ярмарки.
Новая церковь оказалась очень тесной, и тогда было решено купить большой церковный сруб в селе Ново-Николаевском. В 1790 году это было сделано: храм был перевезён, установлен на погосте, освящён, но в 1823 году сгорел и он.
Современное здание храма было выстроено из кирпича к 1825 году с участием купцов Прокофия и Дмитрия Барсковых — наследных владельцев Анопинского завода. В том же году церковь была освящена. В 1842—1844 годы на средства помещика капитана А. К. Рамейкова здесь был устроен тёплый придел во имя благоверного князя Александра Невского. В 1884—1887 годы придел был расширен.
Утварью, ризницей, святыми иконами и богослужебными книгами церковь была снабжена достаточно богато. Здесь имелось напрестольное Евангелие в серебряном окладе с позолотой. Очень ценными являлись иконы Спасителя и Феодотьевской Божией Матери. В церковном архиве хранилась храмозданная грамота, данная в 1764 году епископом Владимирским Павлом. На рубеже XIX и XX веков храм украсили хрустальные люстры.
С 1886 года на погосте работала земская народная школа, в которой в 1896 году обучалось 50 учащихся с окрестных деревень.
По состоянию на 1926 год село Покров-Башево относилось к Арсамакинской волости Гусевского уезда и насчитывало 7 дворов и 32 жителя.
В феврале 1940 году Ивановский облисполком утвердил решение Гусевского райисполкома о закрытии церкви на Покрово-Башевском погосте. В 1942 году под руководством председателя Арсамаковского сельсовета с церкви были сняты колокола и вывезена церковная утварь. Когда жители Поповичей прибежали к храму, двери его были распахнуты, почти все иконы отсутствовали, церковные книги валялись на полу. В 1940-е годы на хозяйственные нужды разобрали кирпичные столбы церковной ограды с коваными решетками. Потом разобрали входные ворота с калиткой. Были украдены памятники и надгробья хозяев Анопинского и Тименского стекольных заводов: Барсковых и Рамейковых. Сгорела школа.
В добротном помещении Покровской церкви разместили подсобное хозяйство и склад городского торга. Здесь молотили и веяли зерно, хранили товар. Но торг владел церковью недолго, и вскоре она снова стала пустующей. С крыши сняли кровельное железо. В 1970-е годы для личных нужд разобрали плиточный пол. Захоронения начали вести беспорядочно, часто по костям предков.
В 2003 году из-за ветхости на церкви рухнул последний из двух крестов. Сильнее всего пострадал придел во имя Александра Невского.